# Racomitrium nipponicum
Racomitrium nipponicum là một loài Rêu trong họ Grimmiaceae. Loài này được Sakurai mô tả khoa học đầu tiên năm 1937.